# O noapte la McCool's
O noapte la McCool's (în engleză One Night at McCool's) este un film neo-noir/comedie neagră american din 2001, regizat de Harald Zwart și avându-i un rolurile principale pe Liv Tyler, Matt Dillon, Michael Douglas, John Goodman, Paul Reiser, Reba McEntire și Andrew Dice Clay.

## Rezumat
Majoritatea filmului constă în nararea de către barmanul Randy (Matt Dillon), detectivul Dehling (John Goodman) și avocatul Carl Harding (Paul Reiser) a poveștilor de dragoste separate cu personajul seducător Jewel Valentine (Liv Tyler), fiecare povestind ceea ce consideră a fi versiunea reală a evenimentelor recente. Barmanul Randy îi povestește unui criminal plătit - dl. Burmeister (Michael Douglas), detectivul se confesează părintelui Jimmy (Richard Jenkins), iar avocatul Carl Harding psihologului său, Dr. Green (Reba McEntire).
Scenele sunt adesea povestite de două ori, cu relatări din puncte de vedere diferite care se contrazic reciproc pentru a realiza un efect comic. De exemplu, atunci când detectivul Dehling narează, el acționează ca și cum ar fi fost un ofițer de poliție complet echitabil și corect, iar Randy este reprezentat ca un mizerabil, un gangster macho, abuziv. Când Randy își spune povestea, el este victima inocentă și Goodman este prezentat ca un polițist suspicios și curios; Carl Harding este convins de faptul că fiecare femeie este atrasă de el, și în timpul versiunii sale a poveștii, fiecare acționează în consecință.
În esență, într-o noapte, pe când ieșea din barul McCool's unde lucra ca barman, Randy vede cum o femeie este abuzată de un bărbat, care încearcă să o violeze. La sosirea lui, agresorul fuge. Frumoasa Jewel Valentine îl convinge pe Randy să o ducă acasă la el unde cei doi fac dragoste. Femeia îi povestește că cearta cu agresorul Utah era de fațadă, iar cei doi erau complici, pentru a-l determina pe trecătorul ales să o ducă pe femeie acasă, unde urma să vină și agresorul și să-l jefuiască pe proprietar. Jewel pretinde că s-a îndrăgostit de Randy. Agresorul sosește și cei trei merg împreună la bar, dar în timp ce Randy deschidea casa pentru a scoate banii, Jewel îl împușcă pe Utah. Ea îl convinge pe Randy să-și asume vina.
Detectivul Dehling, care anchetează cazul, se îndrăgostește de Jewel și face tot posibilul pentru a-l alunga pe Randy. Jewel și Randy realizaseră o serie de jafuri, iar unul din ele se încheiase cu o crimă. În timpul ultimului jaf, Jewel se alesese cu o vânătaie. Dehling crede că Randy a bătut-o pe Jewel și obține un ordin de restricție temporară împotriva acestuia, dându-l afară de fapt din propria casă. Jewel apelează la avocatul Carl Harding, care era verișorul lui Randy și o văzuse și el în acea noapte la barul McCool's, pentru a obține un ordin de restricție definitiv împotriva lui Randy. 
Detectivul și avocatul cred amândoi că Jewel este îndrăgostită de ei și se duc la ea acasă pentru a-i face curte. În același timp, Randy apelează la dl. Burmeister, un criminal plătit, pentru a o ucide pe amanta infidelă și escroacă. În timp ce dl. Burmeister stătea la geam pentru a aștepta venirea lui Jewel, cei trei amorezi încep să se certe între ei. În casă sosește însă Elmo, fratele lui Utah, care vrea să răzbune moartea fratelui său. Are loc un schimb de focuri în care Elmo și detectivul sunt uciși, Carl fuge din casă și îi cade în cap o ladă mânuită greșit de un utilaj, iar Jewel pleacă cu dl. Burmeister.

## Producție
Scenaristul Stan Seidel, care a murit înainte de lansarea filmului, a strâns o mare parte din materialele filmului din zilele când lucra ca barman la Humphrey's, un bar de colegiu situat peste drum de Saint Louis University din St. Louis, Missouri.

## Recepție
Filmul a atras comentarii slăbuțe (ratingul său pe Rotten Tomatoes este de 33%), iar Roger Ebert a spus despre acest film că "este atât de ocupat cu structura montajului încrucișat și cu poveștile sale care se întrepătrund că nu face pe nimeni să se identifice cu el", dar că "are o mulțime de faze distractive".

## Distribuție
- Liv Tyler - Jewel Valentine
- Matt Dillon - Randy
- Michael Douglas - dl. Burmeister
- Paul Reiser - Carl Harding
- Reba McEntire - Dr. Green
- John Goodman - detectivul Dehling
- Richard Jenkins - părintele Jimmy
- Andrew Dice Clay - Utah / Elmo (creditat ca Andrew Silverstein)